# Gerhart Rieber
Gerhart Rieber (* 28. September 1930 in Mönsheim; † 8. Juni 2005 in Jestetten) war ein deutscher Bildhauer und Drechsler aus Jestetten.

## Biographie
Seine Ausbildung als Drechsler beendete Rieber 1953, seine Meisterprüfung legte er 1955 in Bielefeld an der Meisterschule für das Gestaltende Handwerk in der Klasse von Professor Arnold Rickert ab. Es folgten Berufsjahre, unter anderem beim Jestetter Stein- und Holzbildhauer Siegfried Fricker. 1970 folgte der Meisterabschluss als Holzbildhauer in Freiburg. Seine eigene Werkstatt in Jestetten wird heute von seinem Sohn Eberhard, ebenfalls ein ausgebildeter Holzbildhauermeister, weitergeführt.

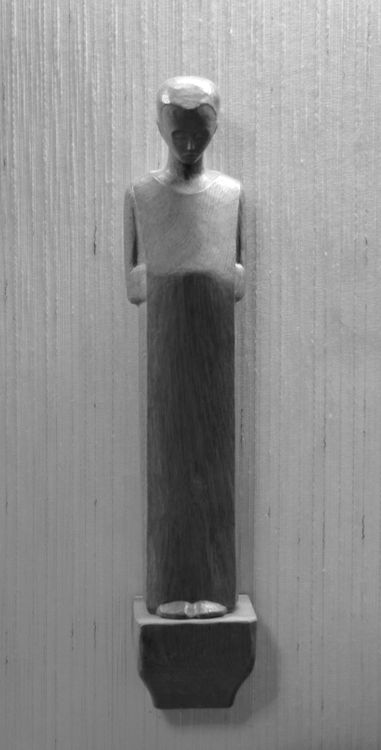
Arbeit von Gerhart Rieber aus Jestetten

## Kunstwerke
Von Rieber ist in Jestetten vor allem die Kanzel in der evangelischen Markuskirche bekannt, die in fünf Bildern das Gleichnis vom Sämann aus dem Matthäusevangelium darstellt.
Der Orgelprospekt der katholischen Kirche Sankt Valentin in Lottstetten stammt ebenfalls aus seiner Werkstatt. 1970 entstanden Reliefs für den Treppenraum im Matthias-Claudius-Haus in Waldshut-Tiengen. Es ist die Interpretation eines Liedes des Namensgebers für das Altenheim.
Ein Teil der Kirchenausstattung der evangelischen Pauluskirche in Villingen-Schwenningen stammt aus späterer Zeit. Arbeiten von Rieber sind auch im Berneuchener Haus Kloster Kirchberg bei Sulz am Neckar zu finden. Bislang existiert kein Katalog von Riebers Arbeiten.
| Personendaten    | Personendaten           |
| ---------------- | ----------------------- |
| NAME             | Rieber, Gerhart         |
| KURZBESCHREIBUNG | deutscher Holzbildhauer |
| GEBURTSDATUM     | 28. September 1930      |
| GEBURTSORT       | Mönsheim                |
| STERBEDATUM      | 8. Juni 2005            |
| STERBEORT        | Jestetten               |